# Francisco Alves Ataíde

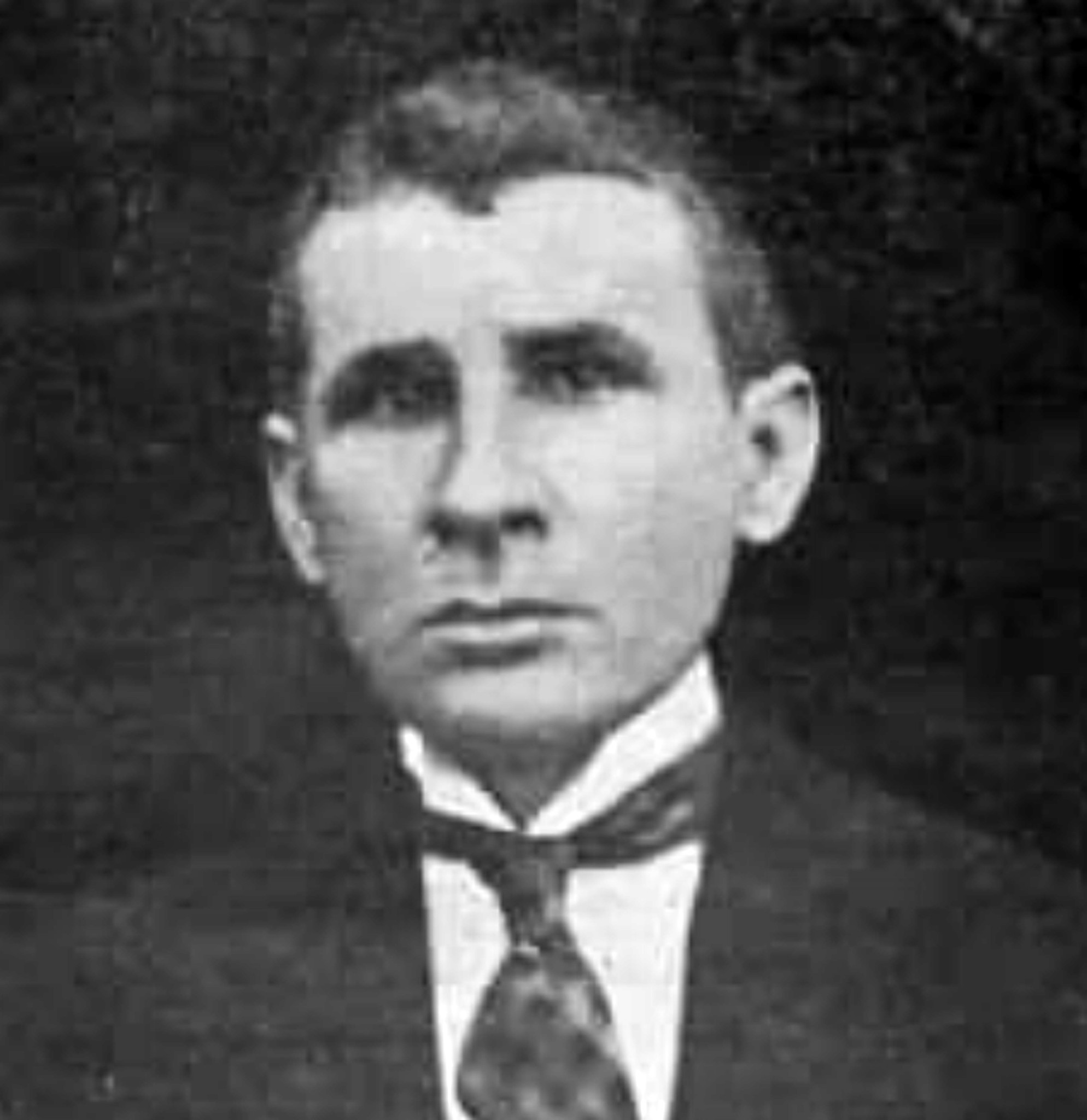

Francisco Alves Athayde (Cachoeiro de Itapemirim) é um político brasileiro.
Foi prefeito de Cachoeiro de Itapemirim, de 1927 a 1930.
Foi governador do Espírito Santo, de 10 de outubro de 1952 a 31 de janeiro de 1955.